# 조커 계단

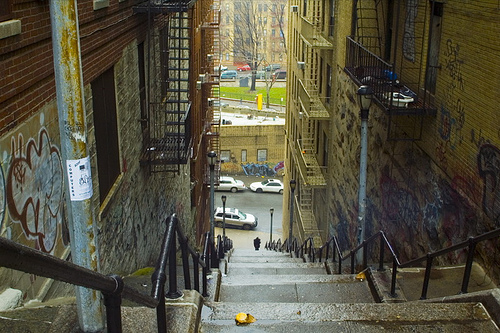
"조커 계단"으로 알려진 West 167th Street 계단

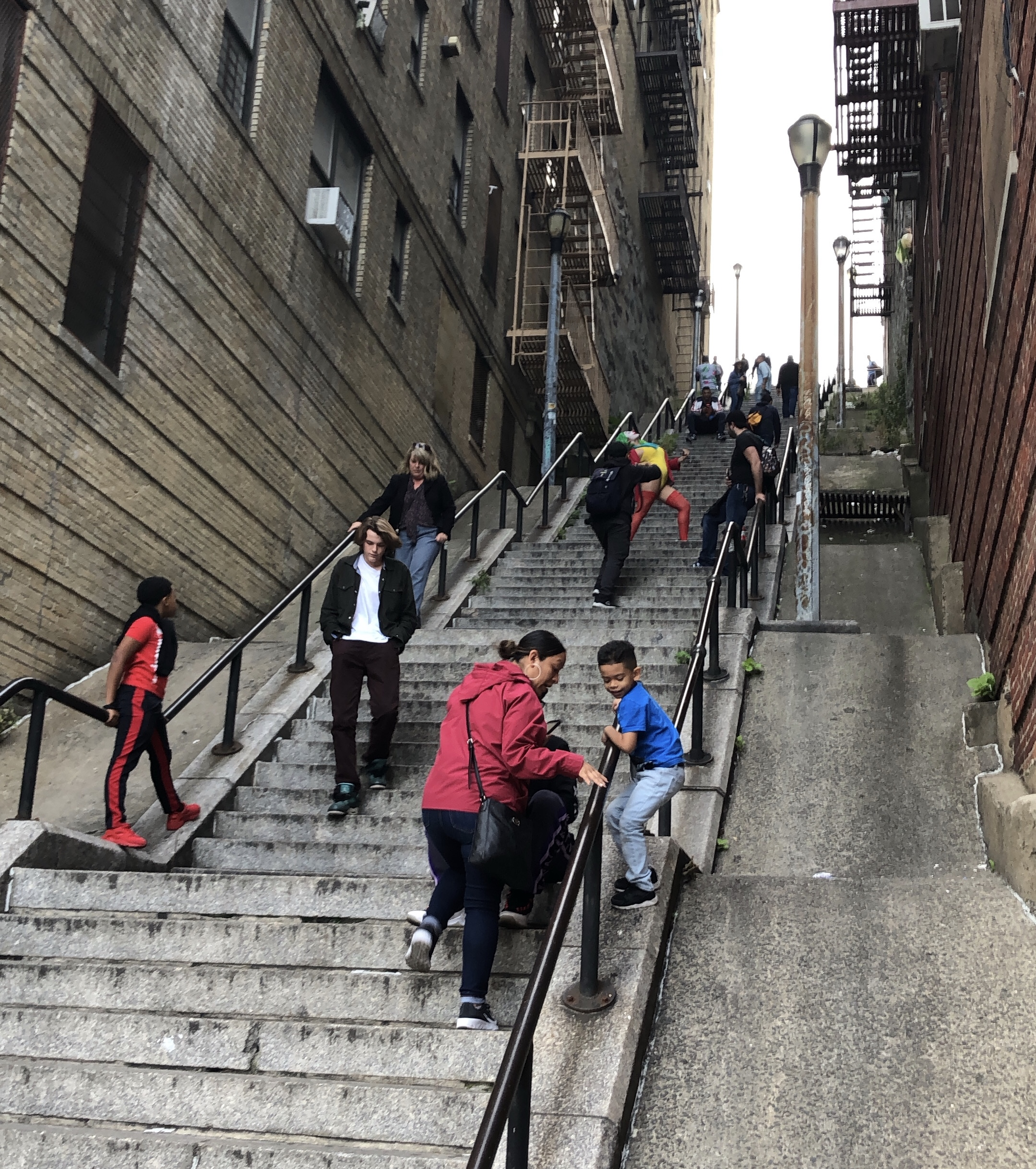
2019년 10월 《조커》 개봉 직후 계단을 찾아 온 방문객들. 조커로 분장한 코스어가 사진 촬영을 위해 계단 중앙에서 춤을 추고 있다.

조커 계단은 뉴욕시 브롱크스 하이브리지의 West 167th Street에 있는, 셰익스피어와 앤더슨 거리를 연결하는 계단길의 별명이다. 뉴욕시 지하철 4호선 167번가 역 근처에 위치한 이 계단은 2019년 영화 《조커》의 촬영 장소 중 하나였다.
영화에서는 호아킨 피닉스가 연기한 주인공 아서 플렉이 이 계단을 오르내리는 모습을 반복적으로 보여준다. 영화의 클라이맥스 부분에서, 아서는 인물의 변화를 나타내는 밝은 색상의 수트 차림에 광대 분장을 한 채, 개리 글리터의 〈Rock and Roll Part 2〉을 배경 음악으로 하여 춤을 추며 계단을 내려간다. 영화 홍보 포스터에 등장한 조커 계단은 관광지가 되고, 계단과 아서의 춤은 모두 인터넷 밈으로 소비되었다. 많은 관람객들이 (일부는 조커 복장으로) 영화 속 장면을 재현하고, 계단은 구경꾼들로 붐빈다.
《인디아 투데이》는 "계단이 지난 몇 년 동안이나 있었고 뉴욕의 유명한 곳과 이어지긴 했지만 [...] 그 지역의 범죄로 인해 전혀 인기가 없었다"고 적었다. 뉴욕 타임스는 본래 2007년 범죄자 영화 《아메리칸 갱스터》에 등장한 사우스 브롱크스 지역의 계단에서 해당 신을 촬영하려고 했으나, 《조커》에 등장하기에는 너무 많이 재포장되고 미학적으로 화사하게 변했다고 언급했다. 《NBC New York》은 조커 계단이 1976년 미국 스포츠 드라마 《록키》에서 본 "필라델피아 미술관의 계단과 같이 잘 알려진 영화 배경의 대열"에 합류했다고 언급했다.

## 같이 보기
- 포툠킨 계단
- 록키 계단
- 더 뮤직 박스